# Гусейнова, Хураман Каландар кызы
Хураман Каландар кызы Гусейнова (азерб. Xuraman Hüseynova; более известна как Хураман Шушалы; род. 2 февраля 1983, Шуша) — азербайджанская певица.

## Биография
Родилась в 1983 году в городе Шуша. Начальное образование получила в 1990 году в средней школе №4 города Шуша. В том же году поступила в музыкальную школу им. Ниязи в городе Шуша. Далее продолжила образование в 1993—1999 годах в Художественной гимназии Азербайджана в городе Баку. Во время учёбы в гимназии была солисткой детского хора и танцевального ансамбля «Беновше». В эти годы в государственной телевизионной и художественной гимназии были поставлены оперетта Узеира Гаджибекова «Аршин мал алан» (образ Телли) (режиссёр Тофиг Тагизаде), опера Низами Гянджеви "Хеир и Шер" ("Добро и Зло"), «Шахзаде» (композитор Октай Раджабов), оперы С. Вургуна. «Фархад и Ширин» (по поэме) в спектакле «Ширин» (режиссёр Мамедкамал Казымов), «Миннат ханум» в оперетте Узеира Гаджибекова «Муж и жена», «Хаджар» в поэме С.Рустама «Гячаг Наби», в которых Хураман принимала участие. А также разные спектакли и выступления в разных образах.
С её исполнения образа Телли (Аршин мал алан») и Шахзаде ("Хеир и Шер") вошли в золотой фонд Азербайджанского государственного телевидения.
В 1998, 1999 и 2000 годах исполняла песню «Гейдар Бабамыз» перед общенациональным лидером Гейдаром Алиевым в концертных программах, посвященных Международному дню защиты детей, организованных ЮНИСЕФ.
В 1997 году с песней «Гейдар Бабамыз» на музыкальном конкурсе заняла первое место.
В 2000— 2004 годах училась Азербайджанской государственный консерватории. В эти годы её учителями были Тукезбан Исмаилова, Мелекханым Эйюбова, Ислам Рзаев, Теймур Амрах и многие иные известные артисты Азербайджана .
В 2002— 2004 годах являлась участником группы W-Trio, созданной композитором Вагифом Герайзаде.
В 2004 году начала сольную карьеру под псевдонимом Шушалы.
В 2005 году студия "Сабухи" выпустила альбом "Ola bilməz" (Не может быть), в который вошли 11 песен и клипы.
Были выпущены «Фарси», «Иннабы», "Ola bilməz" (Не может быть), "Daha yoxsan" (У тебя больше нет) (Композитор Говхар Гасанзаде) «Yenə mən» (Снова я), "Sənsiz nəyimə gərək" (Мне ничего не нужно без тебя) (Сл. Баба Везироглы, муз: Кямал), "Bezmişəm" (Я устал).
В 2009 году выступала с сольными концертами в воинских частях, расположенных в городах Тертер, Евлах, Агдам, Физули и воинских частях, расположенных в других зонах боевых действий, организованными Азербайджанским советом прессы. В то же время она вступала сольными концертами во многих исправительных учреждениях и детских домах.
В 2009 году основала «X-Stra Production».
В 2012 году состоялся сольный концерт в поддержку кампании "Скажем НЕТ! наркомании".
С 2013 года является учредителем дома хны «Хураман Шушалы».
В 2020—2022 годах представила клипы на песни "Qayıdıram Şuşa" (Я возвращаюсь, Шуша), "Азербайджан", "Vaxt gələr" (Придет время), "Adam olmaz" (Не будет человек).
С 2000 года является членом Хатаинской районной организации партии Новый Азербайджан.

## Фильмография
- Индийская мечта (фильм) (актриса, главная роль) (режиссёр: Мирсадик Агазаде)[4].